# 彼女とカメラと彼女の季節
『彼女とカメラと彼女の季節』（かのじょとカメラとかのじょのきせつ）は、月子による日本の漫画作品。漫画雑誌『モーニング・ツー』（講談社）の2011年第49号から第62号までと、『月刊モーニングtwo』（同社刊）2012年12月号から2014年7月号まで掲載された。単行本は全5巻。全36話（話数のカウントは”PHOTO：○○”）。作品タイトルの公式な略は”カノカメ（KANO*CAME）”。
コミックスの1巻が発売されたことを記念して、一部の書店ではポストカードなどの購入特典が配布された。

## あらすじ
高校3年生になった春、深山あかりは、代わり映えしない日常と窮屈なトモダチ関係に、違和感を覚えていた。しかし、二眼レフを携えたクールな美少女・仙堂ユキと出逢い、くすんだ毎日が、とたんに輝き始める。奔放なユキに振り回されるうち、あかりの「好き」という気持ちは次第に高まっていく。

## 登場人物
深山あかり（みやま あかり）
本作の主人公。岩手県盛岡市の高校（百高）に通う3年生。クラスメイトの仙堂ユキに一目惚れをし、同姓にも関わらず恋愛感情を抱き始める。一方でクラスメイトの香川凛太郎から猛烈なアプローチを受ける。初め、凛太郎のことを「チャラい苦手なヤツ」と避けていたが、優しく真面目な一面もあり、次第に心が打ち解けていく。ユキの協力もあり、いつしか凛太郎と付き合い始めるが、本当に好きな相手はユキであるため、凛太郎との恋はどこか上の空で進展しない。
仙堂ユキ（せんどう ユキ）
本作のヒロイン。あかりと同じクラスの高校3年生。写真部。二眼レフカメラであかりを撮影したことがきっかけで、あかりと仲良くなる。凛太郎とは小学生の頃に一緒に住んでいたことがある幼馴染で、ユキは凛太郎に恋愛感情を抱いている。
香川凛太郎（かがわ りんたろう）
主役の1人。あかりと同じクラスの高校3年生。野球部。あかりに恋愛感情を抱いており、熱烈にアプローチをするがなかなか振りむいて貰えない。ユキとは幼馴染であり、ユキを”妹のような特別な存在”として大切に思っている。
深山明子（みやま あきこ）
深山あかりの母親。元の旦那とは離婚したらしく、シングルマザー。作中、加東博之と結婚する。山登りが趣味。
深山蛍介（みやま けいすけ）
深山あかりの弟。小学3年生。
真優莉（まゆり）
あかりのクラスメイト。一見ゆるふわ系だがその実はしたたかで、天然「風」を装って気になる男子を落していくハンター系。
さっちゃん
あかりのクラスメイト。あかりとは中学から一緒だった。
先生
ユキの写真の先生。あかりがユキを探しに東京へ行った際に、一緒に食事をする。写真から、ユキの心境の変化に気づく。
高木（たかぎ）
あかりがアルバイトをしているコンビニ”HEAVEN ELEVEN”のアルバイト仲間。大学生、軽音部。

## 補足情報
二眼レフカメラ
覗く用のレンズと写す用のレンズの2つのレンズが付いたカメラ。仙堂ユキが作中で使用しているカメラは“Otowaflex”のロゴが入っているが、国産のヤシカフレックスをモデルとした架空の二眼レフカメラ。また、作中でユキがあかりに二眼レフカメラの組み立てキットをプレゼントをしているが、ムック「大人の科学マガジン」の付録がモデル。
カメラ喫茶
アンティークカメラを販売している喫茶店。作中では“彩草”という名前の喫茶店が登場する。
ニコノスV
ユキが入浴中のあかりを撮影する際に登場したカメラ（PHOTO:05）。ハウジングなどを使用せず水中で利用できる機材として開発されたニコノスシリーズの機体。
キヤノンEOS Kiss Ⅲ
作中でユキがいつも使用しているフィルムタイプの一眼レフカメラ。
インスタントカメラ
撮影直後に自動的に現像を行うフィルムを使ったカメラ。富士フイルムの「チェキ」が有名。作中ではコダックのEK6をモデルとしたカメラが登場する（PHOTO:05）。
ハーフサイズカメラ
35mmフィルムを使うカメラの中でフィルムのフォーマットが18×24mm（ハーフ判）になっているもの。作中で子供時代のユキが持っているのは「リコーオートハーフE」（PHOTO:16）。
ミノルタオートコード
作中であかりが購入した国産の二眼レフカメラ（PHOTO:19）。
ブローニーフィルム
正式名称は「120フィルム」。「ブローニーフィルム」という名前は日本のみで通用する俗称。作中ではあかりが「二眼用の大きいフィルム」と説明している（PHOTO:21）。

## 書誌情報
- 作者月子、『彼女とカメラと彼女の季節』 講談社〈モーニングKC〉、全5巻。
  1. 2012年5月23日発売、ISBN 978-4-06-387114-2
  2. 2012年12月21日発売、ISBN 978-4-06-387173-9
  3. 2013年7月23日発売、ISBN 978-4-06-387237-8
  4. 2014年3月7日発売、ISBN 978-4-06-388310-7
  5. 2014年9月22日発売、ISBN 978-4-06-388370-1